# Marie Madeleine Duchapt
Pour l’article homonyme, voir Claude-Théophile Duchapt.
Marie Madeleine Duchapt, est une marchande de modes, modiste et couturière française. 
Marie-Madeleine Duchapt est en faveur et devient une couturière très demandée dès le règne de Louis XV, à la suite de Françoise Leclerc et avant Rose Bertin.
Dans les années 1730, 1740 et 1750, Mademoiselle Alexandre, ou encore Madame Duchapt sont les grandes figures de modes de l’époque.

## Biographie
Marie-Madeleine Duchapt est vraisemblablement l'épouse de Martin Arnaud Loysant, mercier. Quoique mariée, elle est appelée Mademoiselle Duchapt, puis son prestige augmentant, on l'appelle Madame Duchapt quand elle acquiert sa notoriété, avant d'être plus simplement connue sous le surnom « La Duchapt » à son apogée.
Elle commence sa carrière de modiste dans la boutique « Chande de modes », commence à fournir des femmes de la noblesse. Lorsque Françoise Leclerc connait des problèmes de santé, elle est appelée pour l'aider, puis progressivement la supplante. À cette époque, les robes sont conçues sur le même modèle et la mode s'exprime par des changements de garnitures, les chapeaux et les accessoires, ce qui explique l'importance des marchands de mode comme la Duchapt. La guilde des marchandes de modes ne fût créée qu'en 1776, mais la profession existait déjà.
La Duchapt compte de nombreuses clientes dans l'aristocratie parisienne et les dames d'honneur de la cours de Versailles, par exemple  l'écrivain Charles-Philippe d'Albert de Luynes rapporte qu'en 1739, Louise Julie de Mailly, maîtresse du roi, doit se marier en Espagne. La Duchapt l'accompagne afin d'étudier la manière de la vêtir pour cette occasion.
À partir de 1756, elle perd progressivement sa notoriété au profit de Mademoiselle Alexandre, qui deviendra la principale marchande de mode en 1772.

## Héritage
En 1752, Voltaire évoque dans une lettre à Madame du Deffand la célébrité de la Duchapt afin d'illustrer la superficialité de Louis XV par rapport à celle de Louis XIV.
L'atelier de la Duchapt est cité par Jean-Jacques Rousseau dans ses confessions comme étant un endroit à visiter pour découvrir Paris.
De son vivant, elle est dépeinte dans un roman  La Sainte Nitouche, ou Histoire galante de la Tourière des Carmélites, suivie de l'histoire de La Duchapt, célèbre marchand de mode (London, 1748; rev. ed. Paris, 1830).